# 요 가티
요 가티 (Yo Gotti, 본명: Mario Mims, 1981년 5월 19일 ~ )는 미국의 랩퍼이다.

## 음반
정규앨범
- 2003: Life
- 2006: Back 2 da Basics
- 2012: Live from the Kitchen
- 2013: I Am